# KamAZ-45143
Der KamAZ-45143 (russisch КамАЗ-45143) ist ein Lastwagen aus der Produktion des KAMAZ-Werks in Nabereschnyje Tschelny. Der Kipper mit flacher Mulde ist für landwirtschaftliche Zwecke gedacht.

## Fahrzeugbeschreibung

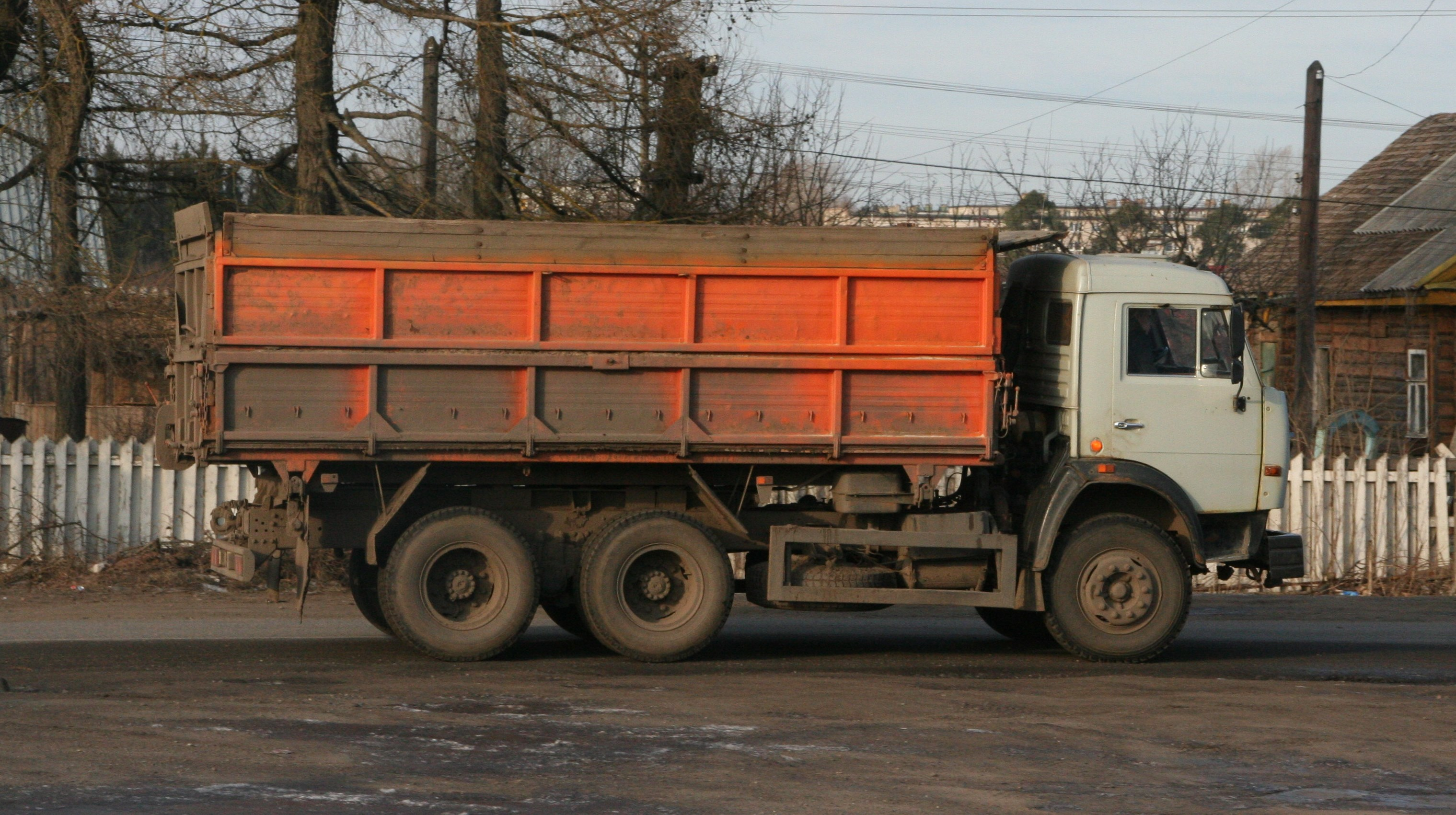
Seitenansicht des gleichen Fahrzeugs (2014)

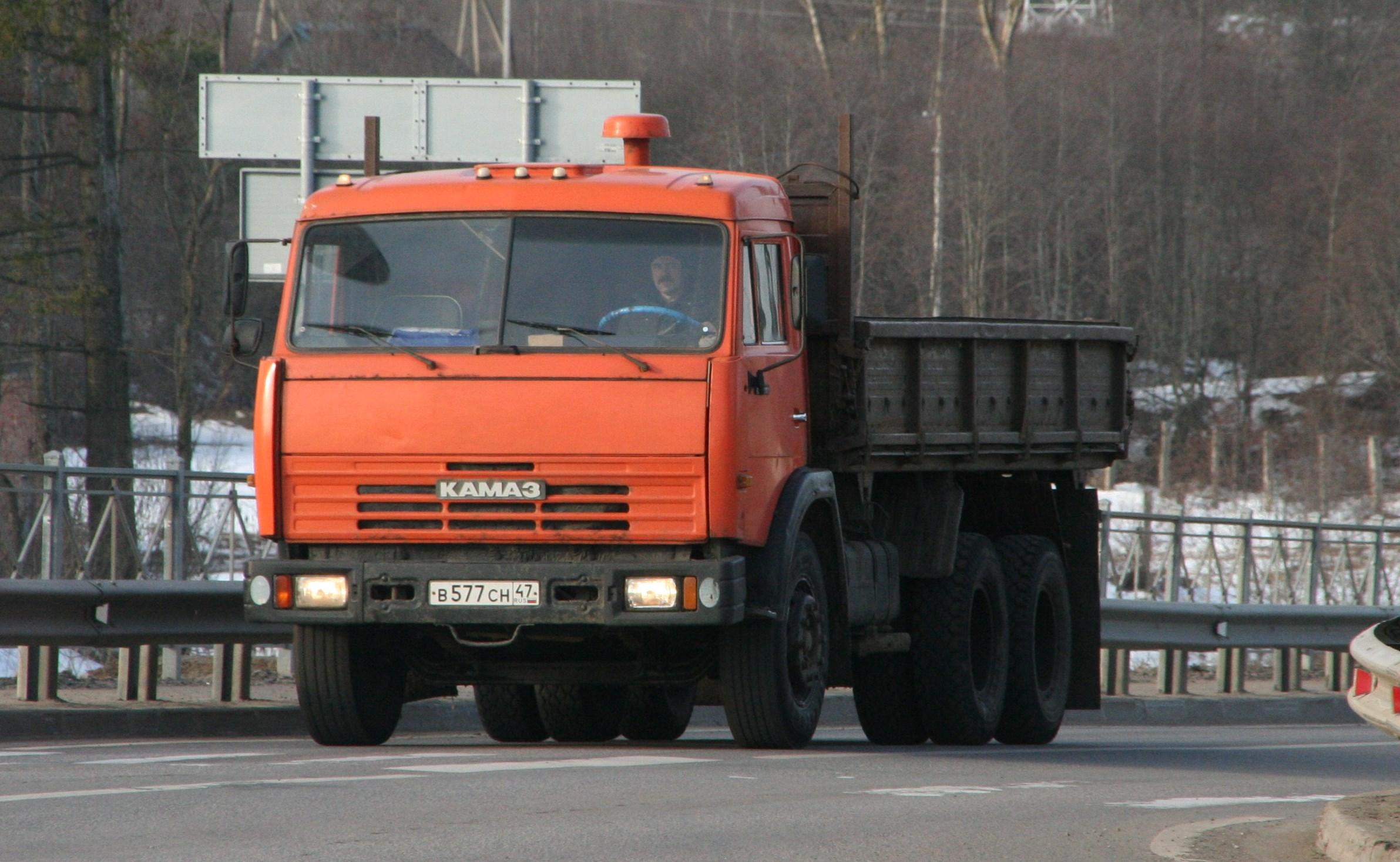
KamAZ-45143 mit niedrigen Bordwänden (2014)

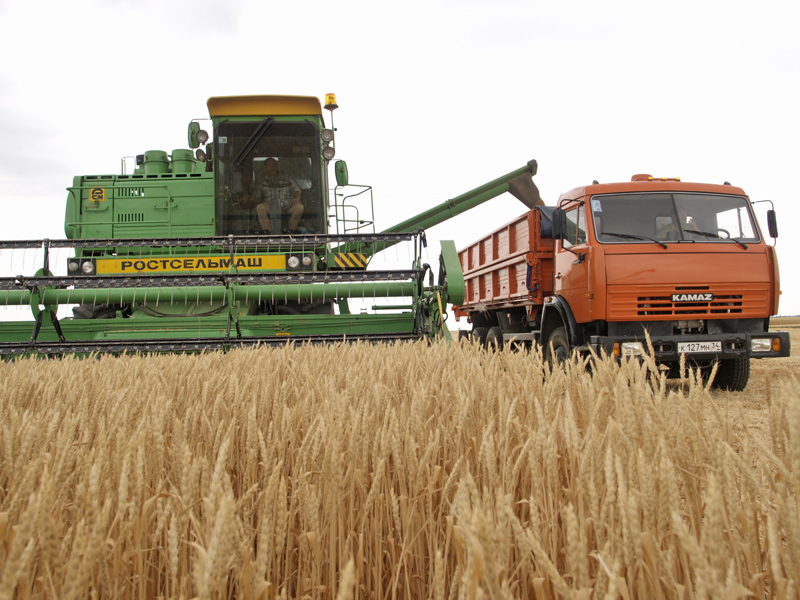
KamAZ-45143 im Einsatz neben einem russischen Mähdrescher (2007)

Über die Produktionsgeschichte des KamAZ-45143 ist nichts bekannt. Weder ist klar, wann KAMAZ mit der Serienproduktion begann noch wann exakt der Vorgänger KamAZ-55102 eingestellt wurde. Auch wird das Fahrzeug heute vom Hersteller nicht offiziell angeboten. Allerdings geht aus Pressemitteilungen des Unternehmens hervor, dass auch mit Stand 2016 noch Fahrzeuge vom Typ KamAZ-45143 produziert werden.
Es kommt ein Neungangschaltgetriebe zum Einsatz, den Motor stellt KAMAZ selbst her. Der Dieselmotor vom Typ KamAZ-740.31-240 leistet in der Grundversion 240 PS (176 kW), es werden auch andere Motoren mit bis zu 280 PS (206 kW) verbaut. Es wird kein Allradantrieb angeboten, die Kraft wird auf beide Hinterachsen übertragen.
Wesentlichste Änderung gegenüber typischen Ausführungen als Baukipper ist die verwendete Kippmulde. Sie ist zu beiden Seiten entleerbar, nicht jedoch nach hinten. Außerdem weicht ihre Form stark von den sonst verwendeten Mulden ab. Die Ladefläche ist rechteckig mit flachem Boden ausgeführt. In der Grundausführung fasst sie knapp acht Kubikmeter Material, ist mit zusätzlichen Aufsätzen aber bis auf über 15 Kubikmeter erweiterbar. Der Lkw darf jedoch nur zehn Tonnen zuladen, bedeutend weniger als andere dreiachsige Kipper des Herstellers. Das Fahrzeug ist für die Landwirtschaft konzipiert, wo sehr voluminöse Schüttgüter anfallen, die allerdings nicht besonders schwer beziehungsweise dicht sind.
Es werden vom Hersteller drei Varianten gefertigt:
- KamAZ-45143-10 – Modell mit niedrigen Bordwänden für 7,8 Kubikmeter Ladevolumen
- KamAZ-45143-11 – Version mit hölzernen Aufsatzbrettern für 10 Kubikmeter Ladung
- KamAZ-45143-13 – Ausführung mit hohen Metallladewänden für 15,4 Kubikmeter Ladung

## Technische Daten
Die hier aufgeführten Daten gelten für Fahrzeuge vom Typ KamAZ-45143. Über die Bauzeit hinweg und aufgrund verschiedener Modifikationen an den Fahrzeugen können einzelne Werte leicht schwanken.
- Motor: Viertakt-V8-Dieselmotor
- Motortyp: KamAZ-740.31-240
- Leistung: 240 PS (176 kW)
- Hubraum: 10,85 l
- Bohrung: 120 mm
- Hub: 120 mm
- Abgasnorm: EURO 2
- Getriebe: manuelle Neungang-Schaltgetriebe
- Höchstgeschwindigkeit: 80 km/h
- Durchschnittsverbrauch: 26,0 l/100 km
- Durchschnittsverbrauch im Winter: 28,6 l/100 km
- Tankinhalt: 500 l
- Antriebsformel: 6×4

Abmessungen und Gewichte
- Länge: 7615 mm
- Breite: 2500 mm
- Höhe: 2900 mm
- Radstand: 3690 + 1320 mm
- Wendekreis: 19,6 m
- Spurweite vorne: 2043 mm
- Spurweite hinten (Doppelbereifung): 1800 mm
- Inhalt der Kippmulde: 7,8 m³, erweiterbar bis auf 15,4 m³
- maximaler Kippwinkel (nach rechts und links): 50°
- Leergewicht: ca. 9300 kg
- Zuladung: 10.000 kg
- zulässiges Gesamtgewicht: 19.355 kg
- Anhängelast: 14.000 kg
- zulässiges Gesamtgewicht des Zugs: 33.355 kg
- Achslast vorne: 4870 kg
- Achslast hinten (Doppelachse): 14.485 kg